# Санудо, Анжело

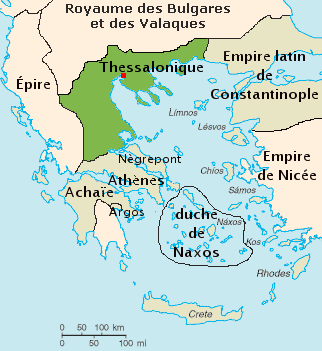
Наксосское герцогство в 1210 году

Анджело Санудо (1194/1201 — 1262) — второй герцог Наксосса, с 1227 года. Сын Марко Санудо.

## Биография
Анджело был сыном Марко I Санудо и его первой жены, чье имя неизвестно. В 1216 году Анджело сопровождал отца в походе против эпирского деспота. Они встретились в Фессалониках с императором Генрихом I незадолго до его смерти, и Генрих признал Анджело наследником Марко I. Он наследовал отцу около 1227 года, и принес вассальную присягу латинскому императору Роберту I Куртенэ.
Анджело был верным вассалом латинских императоров. Его сильный флот держал под контролем воды Эгейского моря, и был готов противостоять усиливающейся Никейской империи.
В 1230 году Анджело Санудо был призван венецианским губернатором Крита Джованни Сторлато. На Крите вновь бушевали восстания против жесткой власти Республики. Восставших поддержал никейский император Иоанн III Дука Ватац, владелец самого мощного флота в восточном Средиземноморье. Опасаясь за свои острова, которые могли стать легкой добычей для Ватаца за время его отсутствия, Анджело отказался от поездки на Крит. Он не изменил своего решения даже после того, как Сторлато принялся задабривать его дорогими подарками и золотом.
В 1235 году Анджело послал эскадру на помощь латинскому императору Балдуину II и регенту Жану де Бриену, осажденным в Константинополе войсками болгарского царя Ивана Асеня II и никейского императора Иоанна III Дуки Ватаца. Вмешательство герцога Наксоса спутало планы врагов и вынудило их подписать мир на два года с Латинской империей. Кажется, Анджело лично участвовал в мирных переговорах. Чтобы наказать Санудо за поддержку латинянам, Ватац захватил Аморгос, самый восточный из островов Кикладского архипелага, которым владел родич Анджело, Джеремия Гизи. Иоанн III тогда принял хвастливый титул «властелина Киклад».
В 1247 году Анджело Санудо с войсками явился на помощь ахейскому князю Гильому II Виллардуэну, осаждавшему последний греческий форпост а Ахейе — крепость Момембазию, которая сдалась только в 1249. В 1248 году латинский император Балдуин II передал вассальные права над Наксосом Виллардуэну, и отныне сюзереном Наксоса стал ахейский князь. Анджело Санудо принес присягу Гильому II.
Вассальная присяга обязывала Анджело участвовать с Виллардуэном в исторической битве при Пелагонии в 1259 году. Тогда латинское рыцарство потерпело ужасное поражение от никейского императора. Князь Гильом Виллардуэн и Анджело Санудо попали в плен. Правда, Анджело удалось довольно быстро освободиться и вернуться на Наксос. Два года спустя Анджело стал свидетелем захвата Константинополя Михаилом VIII Палеологом и окончательной гибели Латинской империи. Император Балдуин II, бежавший из столицы, скрывался в Фивах. Туда отправились жена и старший сын Анджело, Марко, чтобы выразить ему почтение от лица правителей Наксоса. Балдуин лично посвятил Марко в рыцари уже несуществующей империи.
Анджело был женат на знатной французской даме, дочери Макэра де Сент-Монтальт. У них родилось трое детей — Марко, Мартино и дочь Мария, которая стала женой Паоло Навигайосо, мегадукса Лемноса.